# ایان رایت
ایان رایت (به انگلیسی: Ian Wright) (زادهٔ ۳ نوامبر ۱۹۶۳) بازیکن فوتبال اهل انگلستان بود که سابقهٔ بازی در تیم ملی فوتبال انگلستان را در کارنامهٔ خود دارد. وی در تاریخ ۶ فوریه ۱۹۹۱ نخستین بازی ملی خود را در مقابل تیم ملی فوتبال کامرون انجام داد و با حضور در ۳۳ بازی ملی، در تاریخ ۱۸ نوامبر ۱۹۹۸ واپسین بازی ملی‌اش را در برابر تیم ملی فوتبال جمهوری چک برگزار کرد.
این بازیکن توانسته در بازی‌های ملی، ۹ گل به ثمر برساند. وی از اسطوره های باشگاه فوتبال آرسنال به شمار می‌آید.
پس از بازنشستگی، وی در برنامه های تلویزیونی و رادیویی مربوط به فوتبال فعال بوده است. دو پسرش، بردلی و شان رایت فیلیپس نیز فوتبالیست حرفه‌ای هستند.